# Diócesis de Frigento
La diócesis de Frigento (en latín: Dioecesis Frequentina) es una sede suprimida de la Iglesia católica. Actualmente es sede episcopal titular.

## Historia

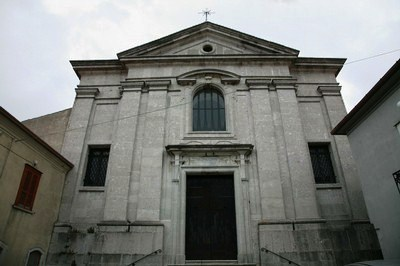
La iglesia de la Asunción de la Virgen María era la antigua catedral de la diócesis de frigento

La diócesis de Frigento fue erigida, según la tradición, en el siglo V. Su primer obispo habría sido Marciano, consagrado obispo por el papa León I, quien murió el 14 de junio de 496. Además es venerado como santo por la Iglesia católica. No se conoce nada de su historia hasta 1059, año en el que la antigua diócesis de Aeclanum o Quintodecimo (erigida hacia el siglo V), fue absorbida por la diócesis de Frigento.
El 9 de mayo de 1466, mediante bula Ex supernae maiestatis, del papa Paulo II, el obispo de Frigento fue nombrado también obispo de Avellino y las dos sedes estuvieron unidas aeque principaliter. Dos obispos del siglo XVI renunciaron a la sede de Avellino y mantuvieron solo la sede de Frigento. La unión de las sedes de Avellino y Frigento se consolidó bajo el gobierno del obispo Silvio Messaglia.
Tras el concordado entre la Santa Sede y el reino de Nápoles, la diócesis de Frigento fue definitivamente suprimida el 27 de junio de 1818, mediante bula De utiliori del papa Pío VII. Fue restablecida como sede episcopal titula en 1970. El actual obispo titular es Dominik Schwaderlapp, obispo auxiliar de Colonia.

## Episcopologio

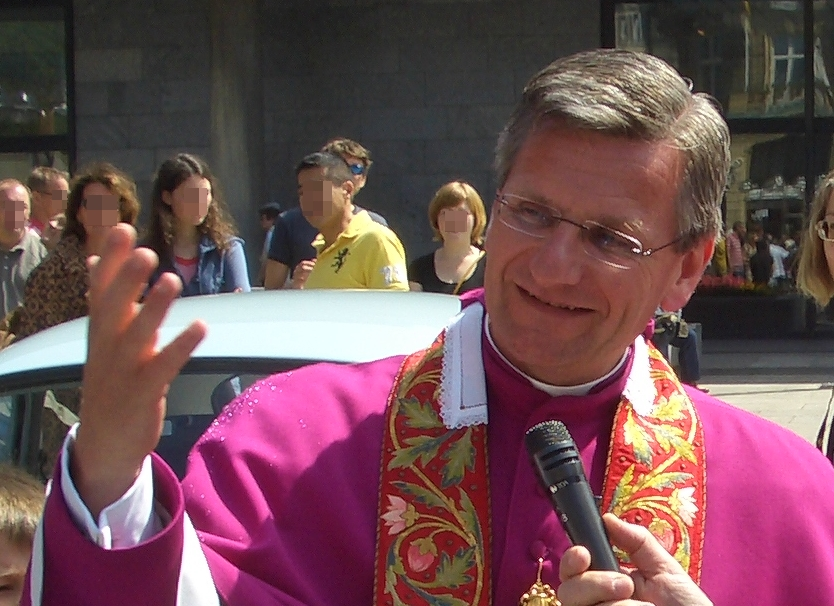
Dominikus schwaderlapp, obispo auxiliar de Colonia, es el actual titular de Frigento.

### Obispo de Frigento
- Marciano † (?-496)
- Engellino † (mencionado en 1080)
- Anónimo † (mencionado en 1119)
- Giovanni † (1142-1145)
- Giacinto † (1179-1182)
- Agapito † (mencionado en 1189)
- Martino † (mencionado enl 1200 ca.)
- Giovanni † (1234-1252)
- Jacopo d'Acquaputrida † (1254-1256)
- B. † (mencionado en 1257)
- G. † (?-1306)
- Ruggero † (1307-1319)
  - Sede vacante (1319-1334)
- Nicola † (1334-?)
- Pietro † (1343-?)
- Cristiano † (1348-1348)
- Eustazio Nicola di Riccia, O.E.S.A. † (1348-1369)
- Jacopo † (1370-?)
- Nicola di Sorrento † (mencionado en 1374?)
- Marciano o Martino † (ca. 1398-1405)
- Giovanni Caracciolo † (1398-1405)
- Giovanni Caracciolo † 1405-1424)
- Gaspare, O.S.B. † (1424-1455)
- Giovanni Battista di Ventura † (1455-1466)
  - Sede unida a Avellino (1466-1818)

### Obispos titulares
- Angelo Fausto Vallainc † (1970-1975)
- Enrico Assi † (1975-1983)
- Joseph Candolfi † (1983-2011)
- Dominik Schwaderlapp (2012-titular)